# 哈维尔·米莱的就职典礼
哈維爾·米萊的阿根廷总统总统就职典礼于2023年12月10日在布宜诺斯艾利斯的阿根廷国家众议院举行。就职典礼标志着米莱与维多利亚·比利亚鲁埃尔的总统与副总统任期正式开始，同时也代表着米莱在胜出2023年阿根廷总统选举后的总统过渡期正式结束。共有二十多个国家的领导人和国家代表出席了这场典礼。

## 背景
哈维尔·米莱于2023年阿根廷总统选举中击败了祖国联盟 (阿根廷)的候选人塞尔吉奥·马萨，当选为阿根廷总统。此次就职典礼标志着米莱的总统交接达到高潮以及米莱的总统任期正式开始。